# Puentemys
Puentemys ist eine ausgestorbene Gattung der Schildkröten (Testudines), die im Paläozän auf dem Gebiet des heutigen Kolumbiens lebte. Als einziger Vertreter wird ihr die Art Puentemys mushaisaensis zugerechnet. Sie war mit bis zu 2 m Länge der größte bekannte Vertreter der Bothremydidae, einer ausgestorbenen Familie der Halswender-Schildkröten (Pleurodira). Die mit einem runden, flachen Panzer ausgestatteten Tiere lebten im Süß- und Brackwasser küstennaher Feuchtgebiete, die mit tropischem Regenwald bewachsen waren. Die fossilen Überreste von Puentemys wurden in der Kohlemine El Cerrejón gefunden und stammen aus dem Seelandium und Thanetium. Eine Paläontologengruppe um Edwin A. Cadena beschrieb sie 2012 als neue Gattung und Art. Die nächsten Verwandten der Gattung unter den bekannten Bothremydidae sind die kreidezeitlichen Gattungen Foxemys und Polysternon, was darauf hindeutet, dass diese Familie Südamerika über den Atlantik erreichte.

## Merkmale
Der Schädel von Puentemys ist nur fragmentarisch überliefert. Die erhaltenen Stücke gehören zur hinteren Unterkieferregion und lassen – von ihren Dimensionen und systematischen Implikationen abgesehen – keinen Schluss auf die Gestalt des Schädels zu. Charakteristisches Kennzeichen von Puentemys ist ein flacher Panzer mit fast runder Grundfläche (maximal 141 × 135 cm), der die Gattung zusammen mit ihrem relativ dünnen Panzerinnencortex (Knochenrinde) und einem langen Kontekt von Exocciptal und Os quadratum als Vertreter der Bothremydidae ausweist. Der Rückenpanzer war im Nacken nicht eingebuchtet und hatte etwa die gleiche Größe und Form wie der Bauchpanzer. Er wies einen First aus sieben Wirbelschilden aus, die von acht Paaren länglicher Pleuralschilde flankiert wurden. Den Abschluss des Carapax bildeten elf Marginalplattenpaare, ein Pygal und ein Suprapygal. Der Bauchpanzer (Plastron) wies ein nahezu quadratisches Entoplastron auf, das von zwei dreieckigen Humeralia flankiert wird. Die Pectoralia waren kürzer als die Humeralia, Abdominalia und die Femoralia in der Mitte des Plastrons, was sonst bei keinem anderen Bothremydiden der Fall war. Die maximale Gesamtlänge der Tiere wird auf etwa 2 m geschätzt.

## Fundort, Fossilmaterial und Paläoökologie
Der Holotyp der Gattung, ein Carapax mit Hyoplastron (Inventarnummer UF/IGM 50), wurde in der La-Puente-Grube der kolumbianischen El-Cerrejón-Mine gefunden. Aus der gleichen Grube stammen verschiedene weitere Rücken- und Bauchpanzer, Panzerfragmente sowie das hintere Stück eines Schädels. Die Schichten, in denen die Fossilien gefunden waren, liegen zwischen −10 und 310 m über dem Meeresspiegel und werden auf ein Alter von 58 bis 60 mya datiert, was den Paläozän-Stufen des Seelandiums und Thanetiums entspricht. Der Lebensraum von Puentemys bestand aus einem weitläufigen, küstennahen Flusssystem mit tropischer Regenwaldvegetation. Die mittlere Jahrestemperatur des paläozänen Cerrejón lag Schätzungen zufolge bei 30–34 °C, was zu einer verhältnismäßig großen Herpetofauna führte. Neben Puentemys waren mit Carbonemys, Titanoboa und Cerrenjonisuchus Reptilien in ihr vertreten, die weit größer wurden als ihre heute lebenden Verwandten.

## Systematik und Taxonomie
Die Gattung Puentemys und ihre einzige Art wurden 2012 von den Paläontologen Edwin A. Cadena, Jonathan I. Bloch und Carlos A. Jaramillo im Journal of Palaeontology beschrieben. Den Gattungsnamen wählten die Autoren in Anlehnung an den Fundort, die La-Puente-Grube. Das Artepitheton mushaisaensis nimmt auf die kolumbianische Ortschaft Mushaisa Bezug, in der sich die Cerrejón-Kohlemine befindet.
Puentemys zeigt im Bau seines Panzers deutliche Ähnlichkeiten mit zwei kreidezeitlichen Bothremydiden aus Frankreich, Foxemys und Polysternon. Analysen der Skelettmorphologie ordneten Puentemys unter den Bothremydidae Foxemys als Schwestertaxon zu. Gemeinsam mit Polysternon bilden sie den monophyletischen Subtribus Foxemydina. Da die nächsten Verwandten der Gattung jeweils jenseits des Atlantiks lebten, gehen Cadena und Kollegen davon aus, dass die Angehörigen dieser Gruppe in der Lage waren, weite Distanzen entlang von Küsten und Meeresströmungen zurückzulegen und so den Ozean zu überwinden.